# Barbara Cartland
Dame Mary Barbara Hamilton Cartland (Edgbaston, 9 luglio 1901 – Hatfield, 21 maggio 2000) è stata una scrittrice britannica, in particolare di romanzi rosa e novelle romantiche.
Era nonnastra di Diana, Principessa del Galles. Scrisse oltre 730 romanzi e fu, con oltre un miliardo di copie vendute, una delle autrici di maggior successo di tutti i tempi.
Trovò una considerevole rivale letteraria in Jean S. MacLeod (1908 - 2011).

## Biografia
Mary Barbara Hamilton Cartland nacque nel 1901 presso Edgbaston, Birmingham, unica figlia del maggiore Bertram Cartland e Mary Scobell.
Il padre morì il 28 maggio 1918 nel corso della terza battaglia dell'Aisne, il nonno paterno, James Cartland, si suicidò a causa di un crack finanziario. Ebbe due fratelli, morti entrambi in combattimento durante la battaglia di Dunkerque nel 1940, uno di essi era parlamentare.
Dopo aver frequentato la Alice Ottley School, il Malvern Girls' College, e Abbey House nell'Hampshire, Barbara Cartland ebbe subito successo come giornalista di cronaca mondana e scrittrice di letteratura rosa. La Cartland ammise di essere stata ispirata nelle sue prime opere dai romanzi dell'autrice Elinor Glyn, che idolatrava e di cui in seguito divenne amica.
Tra gli anni settanta e novanta divenne una delle più popolari personalità dei media britannici, soprattutto grazie a numerose apparizioni televisive e partecipazioni a eventi mondani in cui era sistematicamente vestita in rosa.
Il titolo di Dame le fu conferito da Elisabetta II, per aver sostenuto diverse iniziative umanitarie.
Morì nel 2000, a novantotto anni.

## Vita privata
Si sposò con Alexander McCorquodale nel 1927. La loro figlia, Raine McCorquodale, sposò nel 1976 il Conte Spencer, diventando in tal modo matrigna di Diana, Principessa del Galles. Barbara Cartland divorziò nel 1933, per risposarsi nel 1936 con Hugh McCorquodale, cugino del primo marito, dal quale ebbe due figli, Ian e Glen.

## I più celebri romanzi
- Amore innocente
- Amore prigioniero
- Amore selvaggio
- La ballerina e il principe
- Catturare una stella
- Luce di Apollo
- Matrimonio per scommessa
- Missione speciale
- Passione sotto la cenere
- Un ricordo lontano
- La trama di un sogno